# Les Roches-l’Évêque

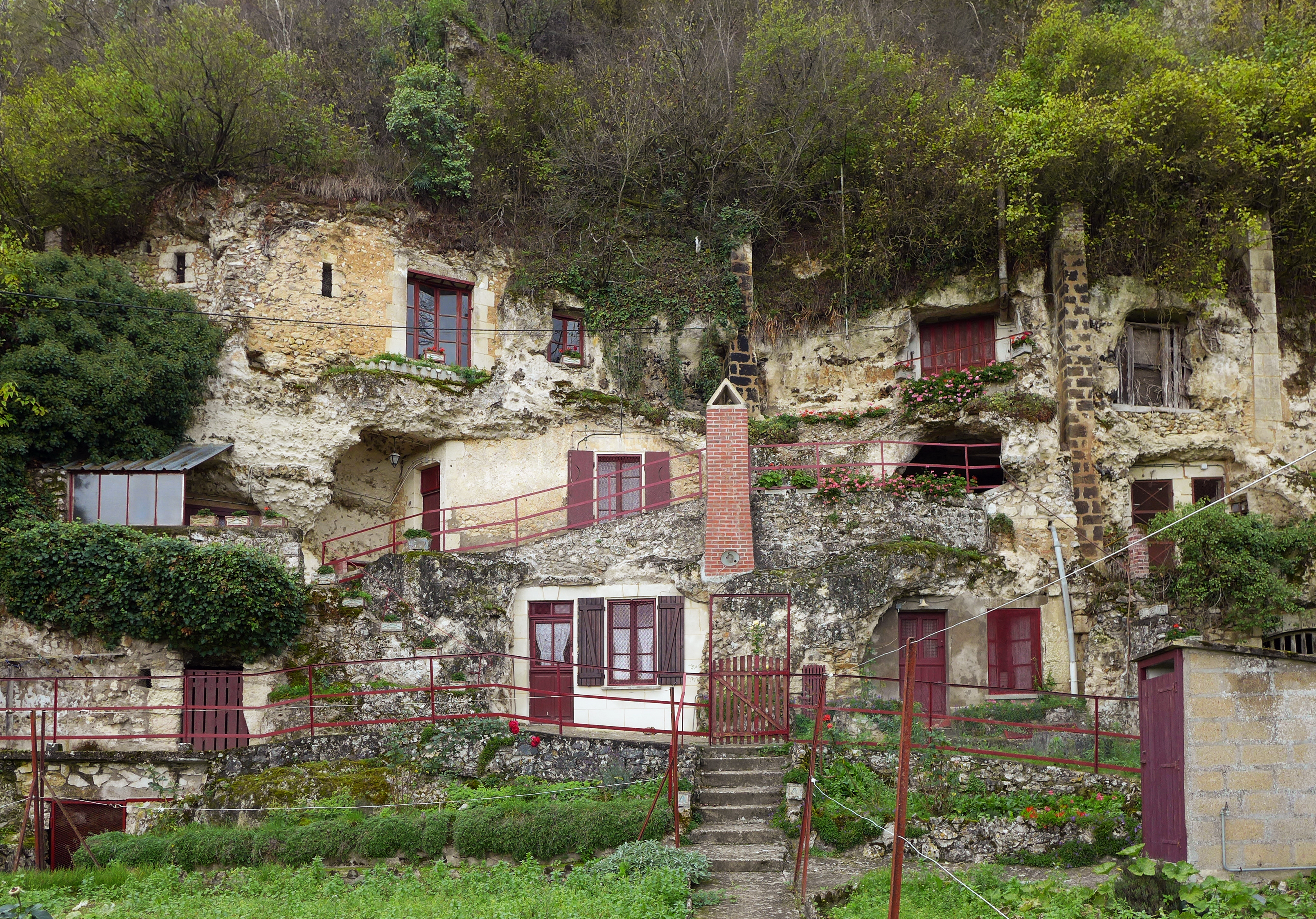
Les Roches-l’Évêque – Höhlenwohnungen

Les Roches-l’Évêque ist eine französische Gemeinde mit 289 Einwohnern (Stand: 1. Januar 2022) im Département Loir-et-Cher in der Region Centre-Val de Loire. Sie gehört zum Arrondissement Vendôme und zum Kanton Montoire-sur-le-Loir. Die Einwohner werden Rupiépiscopiens genannt.

## Geografie
Les Roches-l’Évêque liegt etwa 48 Kilometer nordnordöstlich von Tours und etwa 50 Kilometer nordwestlich von Blois am Loir, der die Gemeinde im Südosten begrenzt. Umgeben wird Les Roches-l’Évêque von den Nachbargemeinden Lunay im Norden und Osten, Saint-Rimay im Süden und Südosten sowie Montoire-sur-le-Loir im Süden und Westen.

## Einwohnerentwicklung
| 1962                       | 1968 | 1975 | 1982 | 1990 | 1999 | 2006 | 2018 |
| 320                        | 322  | 284  | 256  | 302  | 283  | 289  | 271  |
| Quellen: Cassini und INSEE |      |      |      |      |      |      |      |

## Sehenswürdigkeiten
- Kirche Saint-Almire aus dem 14. Jahrhundert, Monument historique

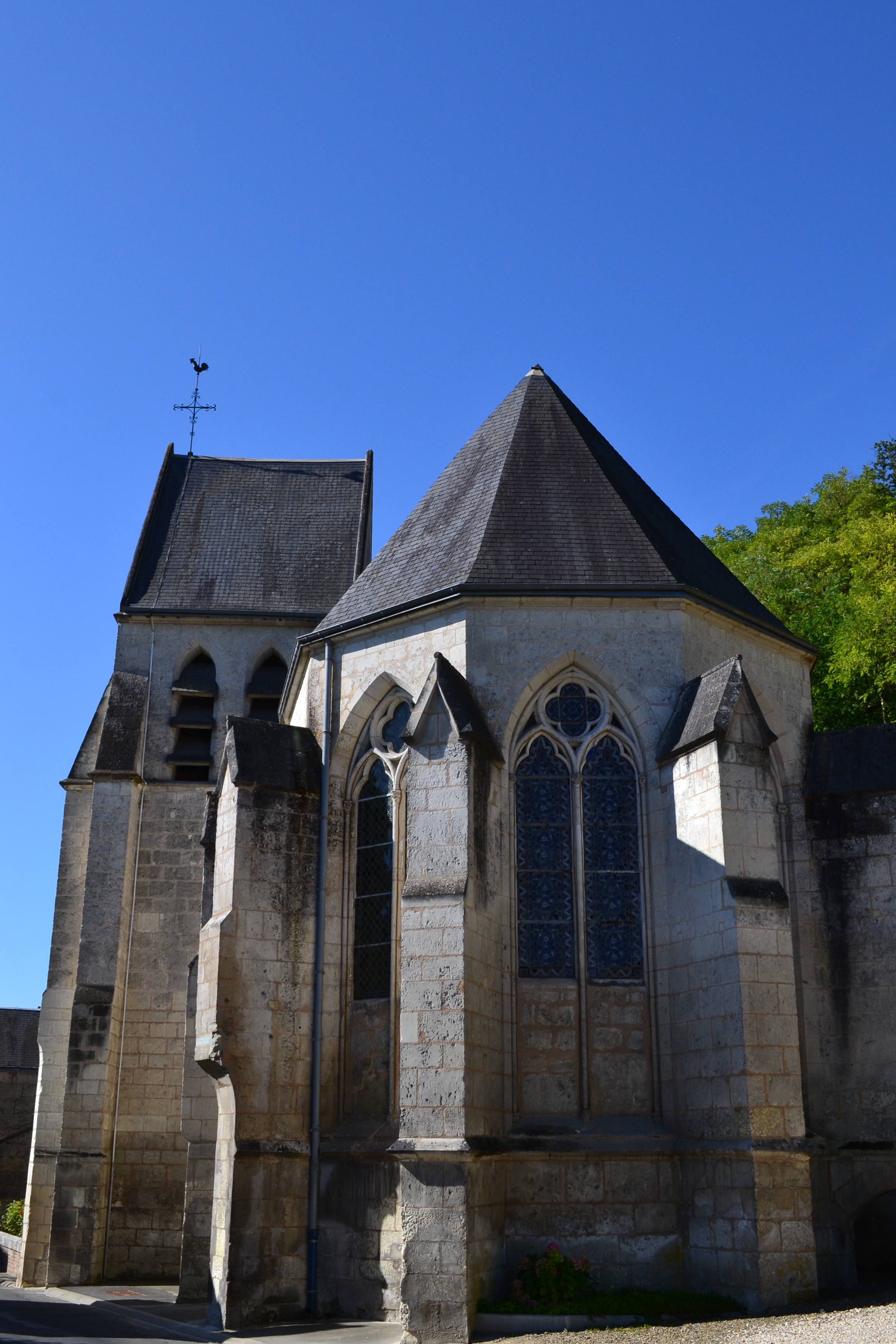
Kirche Saint-Almire

- Kapellenruine Saint-Gervais
- Klosterruine La Virginité